# Albert Hailant
Albert Hailant war 1293 Schultheiß von Tübingen. Er und sein Bruder F. Hailant, genannt Mulich, sind urkundlich als Zeugen bei einem Verkauf eines Ritters von Hailfingen erwähnt. Derselbe Schultheiß bezeugte die Zustimmung der Stadt zu dem Verlauf der Fronhöfe 1295.